# Andrei Remnev
Andrei Remnev (rusă Андрей Ремнёв) (1962,Yachroma, Moscova, Rusia)este un renumit pictor rus.

## Cronologie
- Lecții de pictură renumitul pictor rus Feodor Șapaev (1976)
- Studii de specialitate la Colegiul de Artă din Moscova. Licența în arte plastice (1979 - 1983)
- Participă expoziția "Contempornaii noștri) organizată de Uniunea Artiștilor Plastici din Moscova (1983)
- Designer și profesor de artă plastică în armata URSS (1983 - 1985)
- Studii la Institutul de Artă Plastică din Moscova "V.I. Surikov" (clasa Claudia Tutevol și Eugen Maximov, specializare artă monumentală) unde obține Diploma de Maestru al Artelor Plastice (1986 - 1991)
- Expune în cadrul expoziției "A XX-a întîlnire de la Komsomol" (1987)
- Expune în cadrul expoziției "Regiunea Moscovei". Uniunea Artiștilor Plastici din Rusia îi achiziționează portretul "MARINA" (1990)
- Participă la programul de schimb cultural dintre Academia de Arte Frumoase din Karlsruhe, Germania (clasa prof.  Van Dulmen) și Uniunea Artiștilor Plastici din URSS (1991)
- Expune în cadrul expoziției "Chipuri ale Rusiei de azi" de la Moscova (1991)
- Expune portrete și peisaje în Germania, Franța, Elveția, Koln, Frankfurt, Freiburg, Stuttgart, Basel, Alsacia și Lorena, etc (1991)
- Colaborează cu galeria de artă "Alpenrose" din Moscova (1993)
- Participă la expoziția "Remnev și Jourov" organizată de "Volksbank Ettlingen". Tablourile sale sunt achiziționate și ajung în numeroase colecții particulare sau ale firmelor de afaceri (1994)
- Prin intermediul Institutului de Artă din Moscova și al Ambasadei Rusiei din Republica Cipru  face un turneu în Cipru unde expune o serie de portrete și peisaje (1994)
- Expune în cadrul expoziției "Victoria asupra fascismului" organizată la Centru cultural rus din Nicosia, Cipru (1994)
- Pictează portretul lui Kliridis Glafkos, președintele Ciprului (1995)
- Studii de iconografie cu Pr. Viaceslav (Savinih) la Manastirea Andronikov, Moscova (1996)
- Expune în cadrul expoziției "În numele Tatălui - 2000 de ani de creștinism în Rusia" organizată la Casa Centrală a Artiștilor din Moscova (2000)
- Expune în cadrul expoziției anuală de pictură și grafică (sala de expoziții a hotelului "Balchug" din Moscova) (2002 - 2003)
- Expune în cadrul expoziției "Interior-exterior" (" VNUTRI - SNARUJI) organizată la Casa Centrală a Artiștilor din Moscova (noiembrie 2003)
- Expoziție personala la Galeria "DE TWEE PAUWEN" (Der Haag, Olanda) (septembrie 2005)
- Participă la expoziția anuală de pictură "Art Fair Realizm" (ianuarie 2007)
- Expoziție personală la Galeria "DE TWEE PAUWEN" (Der Haag, Olanda) (septembrie 2007)